# 医王山村
医王山村（いおうぜんむら）は、かつて石川県河北郡に存在した村。
村名の由来は医王山にちなんだものだが、医王山の山頂・奥医王山は当時の金浦村魚帰にあり当村ではない。

## 地理
- 現在の金沢市南東部に位置し、富山県南砺市に隣接している。
- 現在の石川県道27号金沢井波線が村内を通っている。
- 現在においては、二俣本泉寺、医王ダムがある（二俣）。医王山ビジタセンターがあり（奥新保）、医王山県立自然公園の一部である。
- 砦：荒山城
- 川：森下川、田島川、荒谷川、荒屋谷川
- 山：前山、黒瀑山、白兀山

## 歴史
- 1889年（明治22年）4月1日 - 町村制の施行により、二俣村、荒山村、田島村、戸室清水村及び南原村の区域をもって、医王山村が発足する[1]。
- 1907年（明治40年）8月10日 - 湯ノ谷村、金浦村及び医王山村が合併して、浅川村が発足する。

## 行政

### 村長
| 代数 | 氏名         | 就任年月日                | 退任年月日                | 備考 |
| ---- | ------------ | ------------------------- | ------------------------- | ---- |
| 1    | 大山尾之助   | 1889年（明治22年）5月28日 | 1899年（明治32年）8月8日  |      |
| 2    | 田賀孫助     | 1899年（明治32年）8月28日 | 1903年（明治36年）7月10日 |      |
| 3    | 松岡長次郎   | 1903年（明治36年）8月31日 | 1905年（明治38年）4月6日  |      |
| 4    | 山崎德右衞門 | 1905年（明治38年）8月15日 | 1907年（明治40年）8月9日  |      |

## 地域

### 教育
小学校
- 医王山尋常小学校（現・金沢市立医王山小学校）[3]